# Szczelina w Słonecznych Skałach Czwarta
Szczelina w Słonecznych Skałach Czwarta – schronisko w Słonecznych Skałach na Wyżynie Olkuskiej wchodzącej w skład Wyżyny Krakowsko-Częstochowskiej. Znajduje się we wsi Jerzmanowice w gminie Zabierzów, w powiecie krakowskim, w województwie małopolskim.
Schronisko znajduje się w zachodnim murze Słonecznych Skał, na szczelinie między skałami Eternit i Soczewka. Eternit to niewielka, najbardziej na południowy zachód wysunięta skała tego muru.
Główny otwór jest zasłonięty przez krzaczastą roślinność i latem niewidoczny. Ma szerokość 0,6 m, wysokość 2,5 m i znajduje się na pochyłej szczelinie. Ciągnie się za nim korytarz, który w głębi rozszerza się. Na jego dnie leżą duże skały. Na końcu również przegrodzony jest skałami o wysokości do 1,5 m. Ponad nimi jest szczelina o szerokości 0,4 m. Widoczny w niej jest prześwit do drugiego otworu znajdującego się na powierzchni skał.
Opisywany obiekt powstał w wapieniach skalistych górnej jury, na nieco rozmytej pionowej szczelinie. Ściany są zwietrzałe, miejscami są na nich otwory, czarne epigenetyczne naloty krzemionkowe i niewielkie grzybki naciekowe. Namulisko tworzy głównie gleba i gruz wapienny, a w głębi zawalone jest wielkimi głazami. Namulisko pokrywają także liście. Szczelina jest w całości widna i poddana wpływom środowiska zewnętrznego. Przy jej otworze rosną drzewa, krzewy (dzikie róże, tarnina, głóg, jeżyny), paprocie. Mchy, porosty i glony porastają także wewnętrzne ściany schroniska. Ze zwierząt zaobserwowano komary, pająki sieciarze jaskiniowe (Meta menardi), komary i ślimaki.
Szczelina znana była od dawna, ale nie wymieniana w literaturze speleologicznej. Jej dokumentację sporządziła Izabella Luty w lipcu 2014 r.

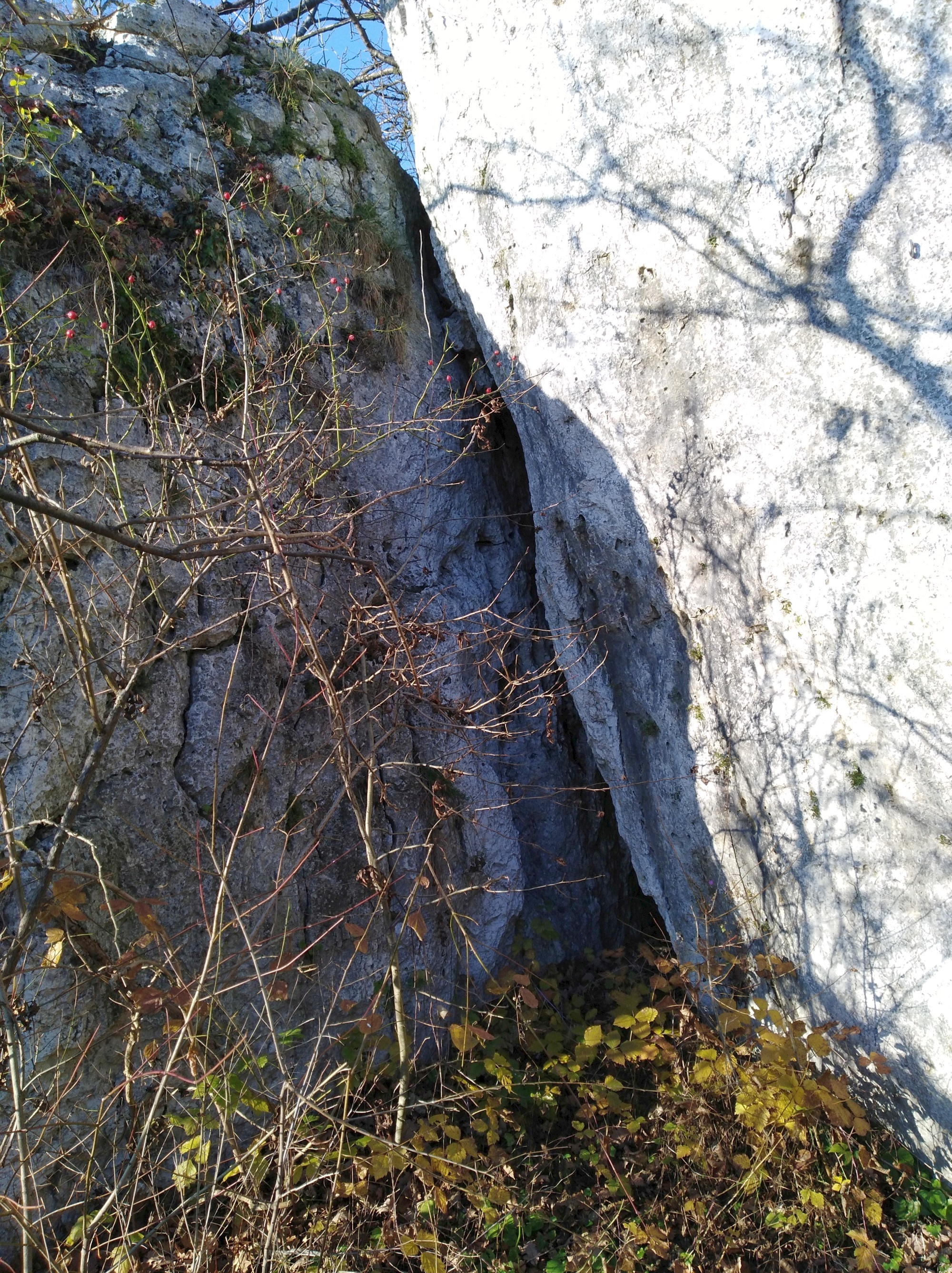
Szczelina
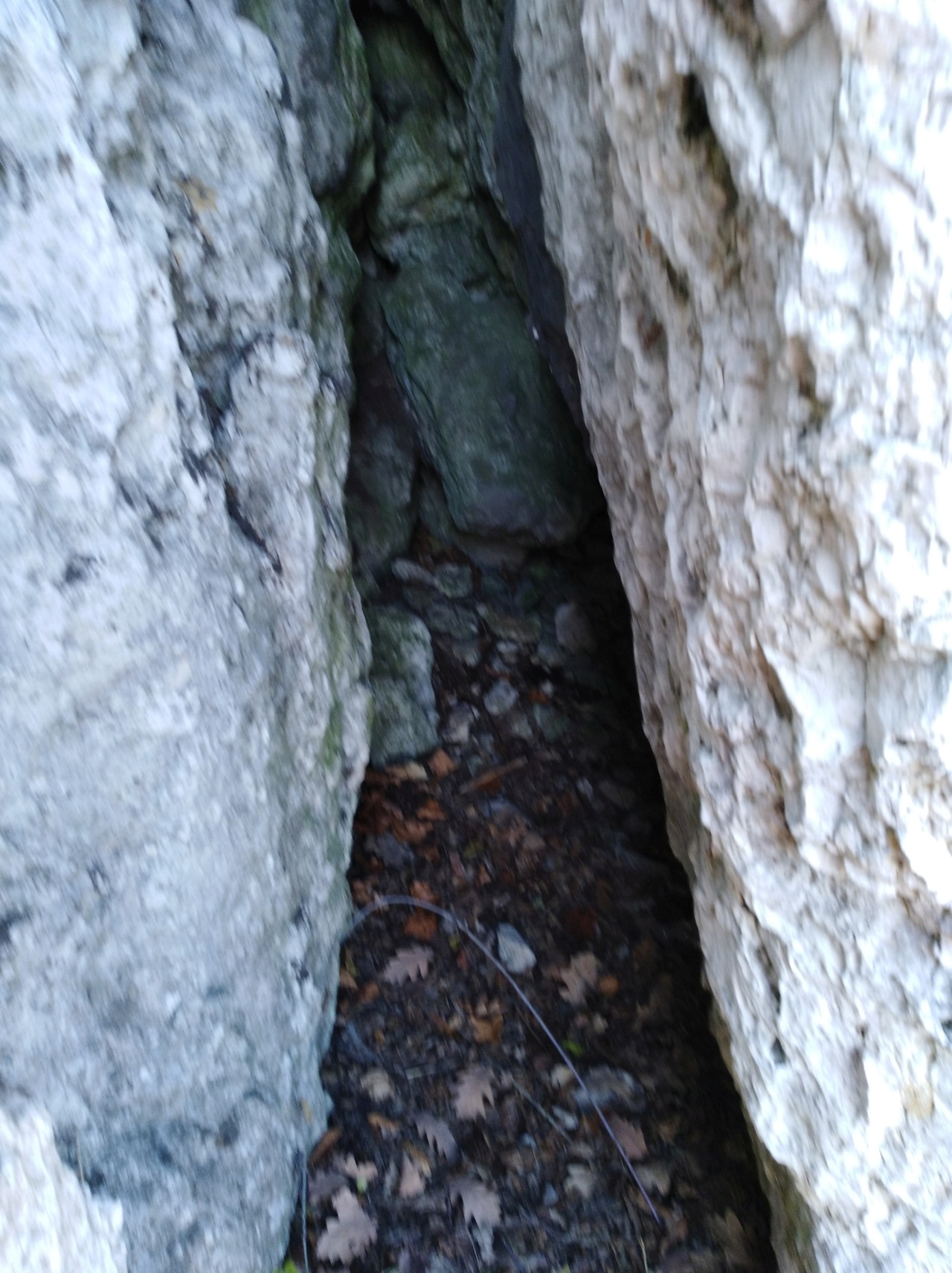
Korytarz
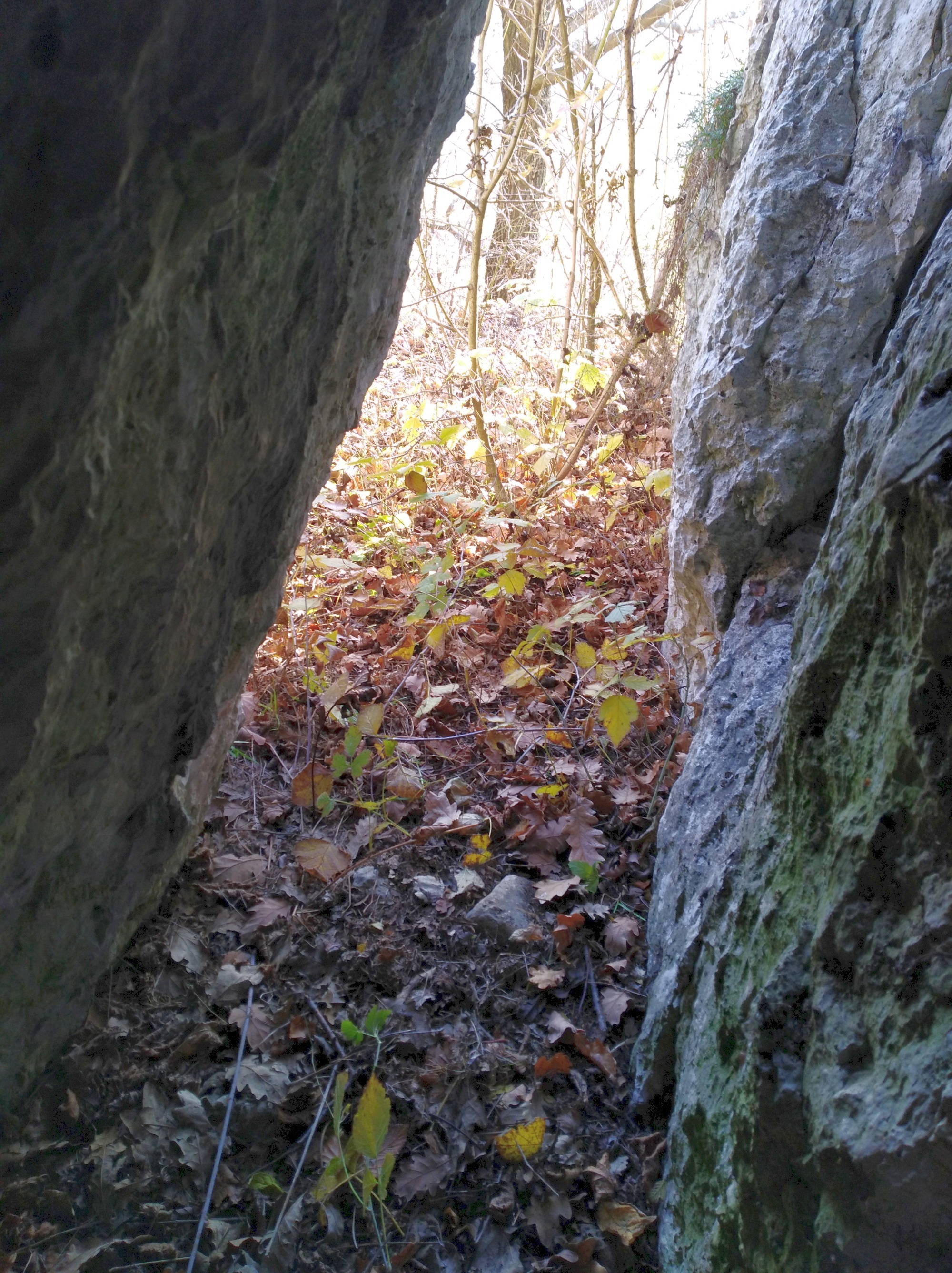
Widok ze schroniska
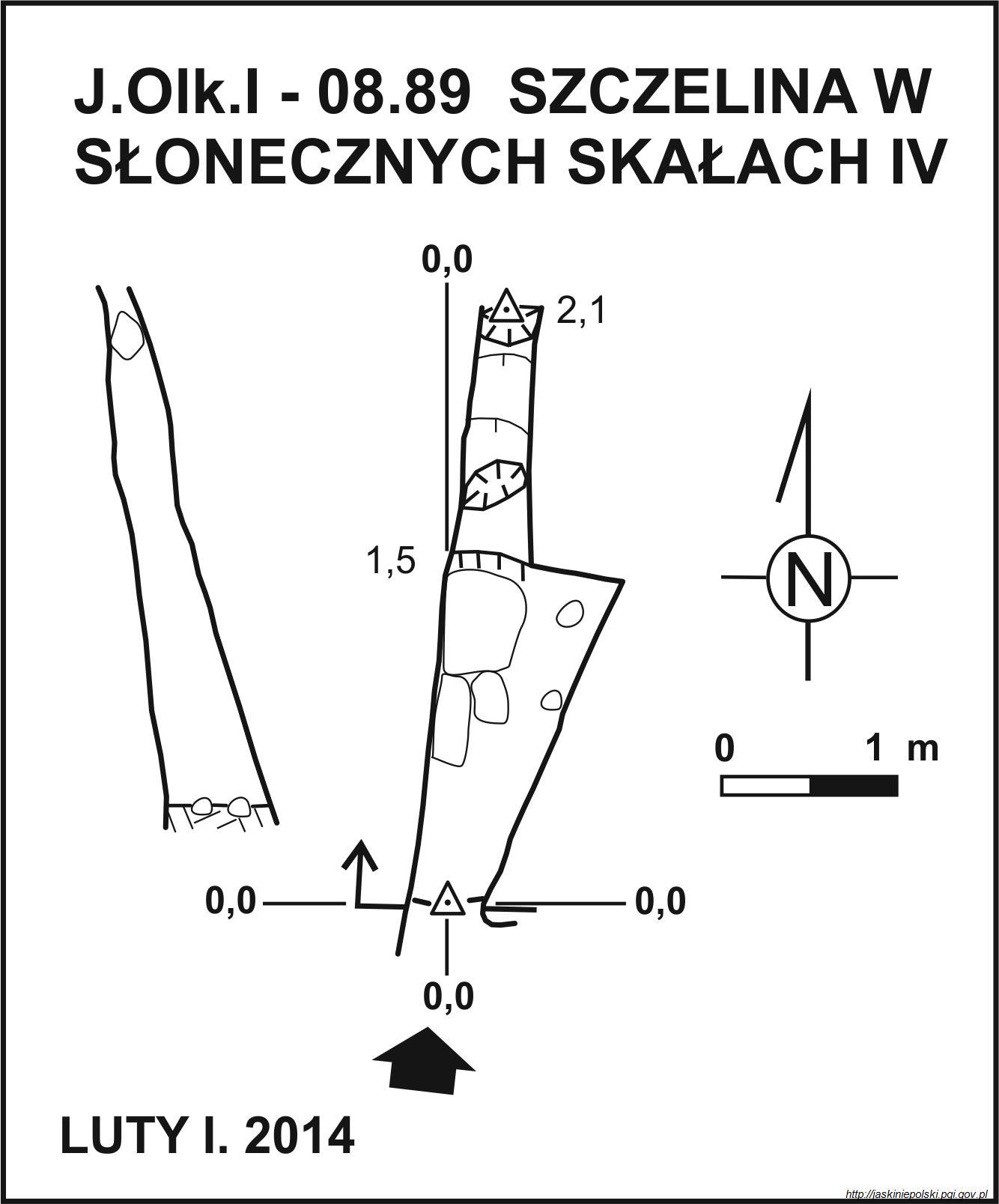
Plan